# Dekanat Góra wschód
Dekanat Góra wschód – jeden z 33 dekanatów w rzymskokatolickiej archidiecezji wrocławskiej.
W skład dekanatu wchodzi 7 parafii:
- parafia św. Wawrzyńca → Czernina
- parafia św. Katarzyny Aleksandryjskiej → Góra
- parafia Chrystusa Króla → Jemielno
- parafia Podwyższenia Krzyża Świętego → Kłoda Górowska
- parafia św. Stanisława Biskupa i Męczennika → Pobiel
- parafia Świętych Apostołów Piotra i Pawła → Sułów Wielki
- parafia św. Józefa Oblubieńca Najświętszej Maryi Panny → Wąsosz